# Nude (chanson)
Pour les articles homonymes, voir Nude.
Singles de Radiohead
Jigsaw Falling Into Place
(2008) Reckoner
(2008)
Nude est une chanson du groupe de rock Radiohead, parue sur l'album In Rainbows. Elle est sortie en single le 31 mars 2008.

## Historique
Nude a eu plusieurs titres temporaires, dont Failure to Receive Repayment Will Put Your House at Risk, Big Ideas et (Don't Get Any) Big Ideas. Le titre final provient d'une version antérieure de la chanson qui a comme paroles : « What do you look like when you're nude? ».
Radiohead a enregistré une version de Nude lors d'une des premières séances d'enregistrement pour leur troisième album, Ok Computer, avec Nigel Godrich à la production. D'après ce dernier, cette version, bien que reconnaissable, était très différente de ce qui est finalement paru sur l'album In Rainbows. En effet, les paroles étaient différentes et un orgue Hammond y était joué. De plus, elle était inspiré d'Al Green. Les membres du groupe étaient satisfaits du résultat, mais n'ont toutefois pas inclus la chanson dans leur troisième album.
La chanson a été jouée pour la première fois au Japon à la fin des années 1990 par Thom Yorke sous la forme d'une performance solo acoustique. Elle a ensuite été joué en concert a plusieurs reprises par le groupe à travers les années.